# Śniadkowate
Śniadkowate (Melandryidae) – rodzina niewielkich chrząszczy o nitkowatych, 11-członowych czułkach i dużych, zwisających głaszczkach. Ich larwy mają wydłużone, miękkie ciało i są zaopatrzone są w 3 pary nóg. Żyją w grzybach lub drewnie. Przedstawicielem śniadkowatych jest głaszczyn brodaty (Serropalpus barbatus).